# أدريان بيريرا
أدريان بيريرا (بالنرويجية البوكمول: Adrian Nilsen Pereira)‏ هو لاعب كرة قدم نرويجي في مركز الدفاع، ولد في 31 أغسطس 1999 في ستافانغر في النرويج. لعب مع نادي فيكينغ.

## وصلات خارجية
- أدريان بيريرا على موقع اتحاد النرويج (النرويجية)
- أدريان بيريرا على موقع قاعدة بيانات كرة القدم.إي يو (الإنجليزية)
- أدريان بيريرا على موقع Soccerway.com (الإنجليزية)
- أدريان بيريرا على موقع عالم كرة القدم.نت (الإنجليزية)